# Lauro de Almeida Passos
Lauro de Almeida Passos (Conceição do Almeida, 24 de agosto de 1899 — Salvador, 13 de abril de 1982) foi um político brasileiro. Exerceu o mandato de deputado federal constituinte pela Bahia em 1934.

## Biografia
Seus pais foram Alfredo Veloso Rocha Passos e Clementina de Almeida Passos, neto paterno de Themistocles da Rocha Passos. Casou-se com Léila Pereira Passos e juntos tiveram dois filhos. Também teve uma filha fruto de um relacionamento com Alina Moreira Magalhães.
Realizou parte dos estudos no Ginásio Ipiranga, em Salvador. No ano de 1921, formou-se na Faculdade de Medicina da Bahia. Deste ano até 1928, assumiu o cargo de médico-auxiliar no Departamento Nacional de Saúde Pública do estado. Também, como médico, atuou no Serviço de Profilaxia Rural e participou do conselho diretivo da Escola Agrícola da Bahia.

## Trajetória Política
Pelo Partido Social Democrático (PSD), elegeu-se como deputado à Assembléia Nacional Constituinte pela Bahia, em 1933. Assumiu o cargo, ajudou a elaborar a nova Carta, e devido à promulgação da Constituição, continuou atuando nesta função até o ano seguinte.
Em 1934, foi reeleito e em 1935 fez parte da delegação do país na Conferência Comercial Pan-Americana, que se reuniu na Argentina.
Na época do Estado Novo, com a suspensão de todos os órgãos legislativos do país em 1937, deixou a Câmara em novembro. No ano seguinte, assumiu a presidência da Caixa Econômica da Bahia. Permaneceu no cargo por quatro anos.
Após o término do Estado Novo e, automaticamente, a volta da democracia no país, elegeu-se suplente de deputado à Assembléia Nacional Constituinte pela Bahia. Desta vez, atuou pela União Democrática Nacional (UDN) e não assumiu o seu mandato.
Posteriormente, assumiu a prefeitura de Cruz das Almas, na Bahia, seguindo os passos de seu avô, Themistocles, que também exerceu o cargo
Assumiu também a presidência do Instituto Baiano do Fumo.